# Peterborough (Ontario)
Pour les articles homonymes, voir Peterborough.
Peterborough est une municipalité ontarienne (Canada).

## Situation
Peterborough est située au centre de l'Ontario, au nord-est de Toronto, et au sud-ouest d'Ottawa.
La ville est située le long de la rivière Otonabee appartenant à la voie navigable Trent-Severn qui relie le lac Ontario à la baie Georgienne. On y trouve l'écluse-ascenseur de Peterborough datant de 1904 qui permet à des bateaux de passer un dénivelé de 19,8 mètres.

## Histoire
Époque précédant la colonisation européenne : des groupes des Premières nations sont sans doute arrivés dans la région en traversant la mer de Béring via l'Alaska, il y a plusieurs siècles (les dates exactes sont inconnues). Les autochtones Woodland habitaient la région vers l'an 1000 avant notre ère (BC) jusqu'à l'an 1000 ap. J.-C., suivie par les Iroquois et Mississaugas vers 1740 ap. J.-C. Deux des sites les plus importants, témoins de cette époque, sont les pétroglyphes du parc provincial des Pétroglyphes et Serpent Mounds. Les pétroglyphes sont situés au nord-est de Peterborough et l'on soupçonne qu'ils ont été gravés par le peuple Algonquin entre l'an 900 et l'an 1400 ap. J.-C. Les Serpent Mounds sont situés près de Keene, à environ 30 km au sud-est de Peterborough dans le canton d'Otonabee-South Monaghan, dans une première zone habitée autour de l'an 10 de notre ère.
En l'an 1615, Samuel de Champlain a voyagé dans la région, descendant du lac Chemong et fit du portage sur un sentier qui a approximativement le même parcours que la route Chemong, qui mène à la rivière Otonabee ; il y séjourna pendant une brève période, à proximité de l'actuel site de Bridgenorth, au nord de Peterborough.

### XIXesiècle
En 1818, Adam Scott s'installe sur la rive ouest de la rivière Otonabee. L'année suivante, il commence la construction d'une scierie et d'un moulin à farine, désignant la zone Les Plaines de Scott (Scott's Plains). Le moulin, situé au pied de l'actuelle rue King, est alimenté par l'eau du ruisseau Jackson (Jackson Creek). Cet emplacement, non loin de l'édifice du  Ministère Ontarien des Ressources naturelles et du Millennium Park de Peterborough, est peut-être le site d'atterrissage d'un portage qui se rend tout droit vers Bridgenorth. Le site a un nom Ojibway, «Nogojiwanong», qui signifie «l'endroit à la fin des rapides».
La terrasse Cox (Cox Terrasse) sur la rue Rubidge (Rubidge Street), construite en 1884 est décrétée site historique national du Canada en 1991.
L'année 1825 marque l'arrivée d'immigrants irlandais de la ville de Cork à Scott's Plains. En 1822, le Parlement britannique approuve un plan d'émigration expérimental pour transporter les familles catholiques irlandaises pauvres vers le Haut-Canada.
Peter Robinson, un membre de l'Assemblée législative du Haut-Canada et important homme d'affaires de York, du Haut-Canada est l'homme qui planifie la vague d'immigration de 1825. Scott's Plains est rebaptisé Peterborough en son honneur. Robinson passe en interview les familles et les hommes célibataires en prévision du long voyage. Ces familles doivent répondre à certains critères pour être du voyage. Les spécificités requises pour les colons de Robinson sont qu'ils doivent être catholiques, pauvres et avoir une connaissance de l'agriculture. Les hommes doivent avoir moins de 45 ans et être en bonne santé et les familles ne doivent avoir aucun lien de sang. La majorité des émigrants irlandais sont choisis dans la région de Fermoy, au North Cork.
Robinson est pressé par les propriétaires terriens d'exclure «les pauvres et les indésirables», Il résiste et déclare qu'il n'a «aucun désir ... de priver des personnes en mauvaise situation… mais comme Robinson voyage à travers la campagne, ils lui apparaît que ces laissés pour compte deviennent des êtres de chair et de sang «des personnes de bonne condition» comme il se plaît à les appeler, « élevés à l'agriculture ... Je découvre qu'ils sont beaucoup plus intelligents que je m'attendais. La plupart d'entre eux savent lire et écrire.
Thomas Poole, un écrivain du XIXe siècle, écrit que les 2024 passagers embarquent sur neuf navires, en juin 1825, avec toutes leurs possessions ; ils partent de Cork, traversent l'océan Atlantique pour arriver à Québec. La traversée de l'Atlantique dure 30 jours. À bord du navire, on leur fournit des lits superposés et des rations alimentaires. Des biscuits durs sont l'un des nombreux aliments offerts pour fournir de l'énergie alimentaire aux passagers. Ces biscuits durs sont très faciles à préparer et peuvent être stockés pendant des mois sans se gâter. Plus tard, les colons débarquent à Québec ils remontent le fleuve Saint-Laurent pour finalement atteindre Lachine où ils sont montés à bord d'un bateau, se dirigeant ensuite vers l'ouest et Kingston puis Cobourg. Pendant plusieurs semaines les colons logent dans des tentes à Cobourg jusqu'à ce que Peter Robinson se joigne à eux pour les mener à leur destination finale. Le long voyage sur l'océan est assez pour affaiblir les émigrants, mais devoir camper dans des tentes, dans la chaleur en plein été apporte son lot de nouvelles complications. Presque tous les colons connaissent la fièvre et le paludisme, et plusieurs en périssent. Même face à ces difficultés, ils continuent de l'avant et placent toute leur confiance en Peter Robinson, l'homme qui les conduit à leur établissement à Peterborough.
En 1845, Sandford Fleming, inventeur du fuseau horaire et concepteur du premier timbre-poste au Canada, s'installe à la ville pour vivre avec le Dr John Hutchison et sa famille, y séjournant jusqu'en 1847. Dr John Hutchison est l'un des premiers médecins résidents de Peterborough.
La ville de Peterborough est incorporée en municipalité en 1850, avec une population de 2 191 personnes.
Vers la fin des années 1850, l'industrie de la fabrication de canots connaît un formidable essor autour de Peterborough. La Peterborough Canoe Company est fondée en 1893, l'usine est construite sur l'emplacement original de la fabrique d'Adam Scott. Dès 1930, 25 % de tous les employés de l'industrie de la construction navale au Canada travaillent dans la région de Peterborough.
Peterborough voit également une vaste croissance industrielle puisque cette ville est l'une des premières au pays à produire de l'hydroélectricité (même avant les centrales de Niagara Falls). Des entreprises comme Edison General Electric Company (plus tard connue sous le nom Generale Electric du Canada ) et la America Cereal Company (qui deviendra plus tard la Compagnie Quaker, et en 2001, PepsiCo, Inc.), s'y installent pour tirer avantage de cette nouvelle ressource à bon prix.

## Démographie
| 2001   | 2006   | 2011   | 2016   |
| ------ | ------ | ------ | ------ |
| 71 446 | 74 898 | 78 777 | 81 032 |

## Toponyme
Peterborough est ainsi nommée en honneur de Peter Robinson, un politicien canadien qui a supervisé la première grande vague d'immigration dans la région.

## Personnalités
Peterborough est la ville natale de :
- Abraham Groves (1847-1935), chirurgien.
- Peter Woodcock (1939-2010), tueur en série.
- Bob Gainey (né en 1953), joueur de hockey professionnel, entraîneur et dirigeant.
- Sebastian Bach (né en 1968), chanteur du groupe Skid Row.
- Bobby Roode (né en 1977), catcheur.
- Estella Warren (née en 1978), nageuse, mannequin et actrice.
- Corey Perry (né en 1985), joueur de hockey professionnel.
- Matt Duchene (né en 1991), joueur de hockey professionnel.

## Évêché
- Diocèse catholique de Peterborough
- Cathédrale Saint-Pierre-en-Chaînes de Peterborough